# Шпаркос аризонський
Шпа́ркос аризонський (Sturnella lilianae) — вид горобцеподібних птахів родини трупіалових (Icteridae). Мешкає в Мексиці і Сполучених Штатах Америці. Раніше вважався конспецифічним зі східним шпаркосом, однак був визнаний окремим видом.

## Підвиди
Виділяють два підвиди:
- S. l. lilianae Oberholser, 1930 — від північної Аризони до сходу Нью-Мексико, південно-західного Техасу, півдня Сонори і північного заходу Чіуауа (пустеля Чіуауа);
- S. l. auropectoralis Saunders, GB, 1934 — від Дуранго і Сіналоа до Мічоакана і північної Пуебли.

## Поширення і екологія
Аризонські шпаркоси мешкають на луках і в напівпустелях на північному сході Мексики та на південному заході США. Живляться переважно комахами.